# Chibchella nigrospecula
Chibchella nigrospecula är en insektsart som beskrevs av Montealegre-z. och G.K. Morris 1999. Chibchella nigrospecula ingår i släktet Chibchella och familjen vårtbitare. Inga underarter finns listade i Catalogue of Life.